# Volley Näfels 2018-2019
Questa voce raccoglie le informazioni riguardanti il Volley Näfels nella stagione 2018-2019.

## Organigramma societario
Area direttiva
- Presidente: Martin Landolt
- Manager: Ruedi Gygli

Area tecnica
- Allenatore: Dalibor Polák
- Secondo allenatore: Manfred Müller
- Scoutman: Kevin Jöhl
- Preparatore atletico: Marc Müller

Area sanitaria
- Medico: Nicolas Huber
- Fisioterapista: Dirk Deprost
- Massaggiatore: Markus Stadelmann

## Rosa
| N° | Nome                     | Ruolo | Data di nascita  | Nazionalità sportiva |
| -- | ------------------------ | ----- | ---------------- | -------------------- |
| 1  | Lorenz Küng              | S     | 21 giugno 1999   | Svizzera             |
| 2  | Peer Harksen             | P     | 30 dicembre 1995 | Svizzera             |
| 3  | Alberto Canazza          | C     | 21 dicembre 1989 | Italia               |
| 4  | Lucas Yoder              | S     | 17 giugno 1995   | Stati Uniti          |
| 5  | Etienne Hagenbuch        | L     | 21 marzo 1994    | Svizzera             |
| 6  | Nico Süess               | S     | 5 marzo 1999     | Svizzera             |
| 7  | Damian Hudzik            | C     | 14 maggio 1998   | Polonia              |
| 9  | Nikolaos Papaggelopoulos | C     | 17 novembre 1988 | Grecia               |
| 10 | Kai Aebli                | P     | 15 giugno 1996   | Svizzera             |
| 12 | Elias Wetzel             | O     | 12 maggio 1993   | Svizzera             |
| 13 | Joel Roos                | O     | 1º luglio 1993   | Svizzera             |
| 14 | Giannīs Mantekas         | S     | 3 agosto 1985    | Grecia               |

## Statistiche

### Statistiche dei giocatori
| Giocatore          | Challenge Cup | Challenge Cup | Challenge Cup | Challenge Cup | Challenge Cup |
| Giocatore          | P             | PT            | AV            | MV            | BV            |
| ------------------ | ------------- | ------------- | ------------- | ------------- | ------------- |
| K. Aebli           | 2             | 1             | 1             | 0             | 0             |
| A. Canazza         | 2             | 12            | 11            | 1             | 0             |
| E. Hagenbuch       | 2             | 0             | 0             | 0             | 0             |
| P. Harksen         | 2             | 7             | 4             | 3             | 0             |
| D. Hudzik          | 2             | 26            | 13            | 12            | 1             |
| L. Küng            | 1             | 1             | 1             | 0             | 0             |
| G. Mantekas        | 2             | 14            | 13            | 1             | 0             |
| N. Papaggelopoulos | 2             | 3             | 2             | 1             | 0             |
| J. Roos            | 2             | 21            | 18            | 1             | 2             |
| N. Süess           | 2             | 13            | 12            | 1             | 0             |
| E. Wetzel          | 1             | 0             | 0             | 0             | 0             |
| L. Yoder           | 2             | 20            | 19            | 0             | 1             |

P = presenze; PT = punti totali; AV = attacchi vincenti; MV = muri vincenti; BV = battute vincenti

NB: Non sono disponibili i dati relativi alla Lega Nazionale A e alla Coppa di Svizzera e di conseguenza quelli totali